# Tizoin Point
Der Tizoin Point (englisch; bulgarisch нос Тизоин nos Tisoin) ist eine 1 km lange Landspitze an der Südwestküste der Trinity-Insel im Palmer-Archipel westlich der Antarktischen Halbinsel. Sie ragt 4,1 km nördlich des Asencio Point, 1,9 km südöstlich des Bulnes Point und 5 km südwestlich des Romero Point in die Belimel Bay hinein.
Britische Wissenschaftler kartierten sie 1978. Die bulgarische Kommission für Antarktische Geographische Namen benannte sie 2018 nach der Tisoinhöhle im Westen Bulgariens.